# Węgry na Zimowych Igrzyskach Olimpijskich 1932
Węgry na Zimowych Igrzyskach Olimpijskich 1932 – występ kadry sportowców reprezentujących Węgry na igrzyskach olimpijskich w Lake Placid w 1932 roku.
W kadrze znalazło się czworo zawodników – dwóch mężczyzn i dwie kobiety. Reprezentanci Węgier wystąpili w jednej konkurencjach w łyżwiarstwie figurowym – rywalizacji par sportowych.
W zawodach olimpijskich para Emília Rotter i László Szollás zajęła trzecie miejsce, tym samym zdobywając brązowy medal olimpijski. Był to pierwszy w historii medal zimowych igrzysk zdobyty dla reprezentacji Węgier. Druga z węgierskich par, Olga Orgonista i Sándor Szalay, uplasowała się na czwartym miejscu.
Był to trzeci start reprezentacji Węgier na zimowych igrzyskach olimpijskich i jedenasty start olimpijski, wliczając w to letnie występy.

## Wyniki

### Łyżwiarstwo figurowe
Pary sportowe
| Zawodnicy                    | Pkt. | Wynik | Miejsce |
| ---------------------------- | ---- | ----- | ------- |
| Olga Orgonista Sándor Szalay | 28,0 | 72,2  | 4       |
| Emília Rotter László Szollás | 20,0 | 76,4  |         |